# Kalmár Péter (kosárlabdázó)
Kalmár Péter (Budapest, 1950. november 12. –) kosárlabdázó, kürttanár, kürtművész.
Egészen kiskorában kezdett el zenélni. Először a gordonkával kísérletezett, de mivel nem igazán kedvelte, átment kürt szakra. Általános iskola után a Bartók Béla Zeneművészeti Szakközépiskolába járt. Ott kezdett el komolyabban kosárlabdázni. 19 évesen kezdett el a Ganz-MÁVAG-ban játszani, és rögtön az élre tört. A csapata legjobb játékosa volt. "Kalmár (Ganz-MÁVAG) könnyen ejt a kosárba." írja a Népsport. 
24 évesen feleségül vette szerelmét, Ilonát, aki pár éven belül meghalt. Kalmár 1975-ben, 25 évesen az év kosarasa lett. Egészen 28 éves koráig intenzíven játszott. Ezt követően visszatért a zenekarba, ahol kosaras pályafutása előtt játszott. 
Ötvenéves korában korkedvezménnyel nyugdíjba ment, de eközben újra házasodott és örökbefogadott egy kisfiút a feleségével 1997-ben. 3 évvel később 2000-ben egy kislány is csatlakozott a családhoz egy újabb örökbefogadás során. Nyugdíjas évei kezdetén elkezdett asztalosságot tanulni és azóta is hobbiként ezt csinálja. Jelenleg is Budapesten él a családjával.